# カール・ルートヴィヒ・ブルーム

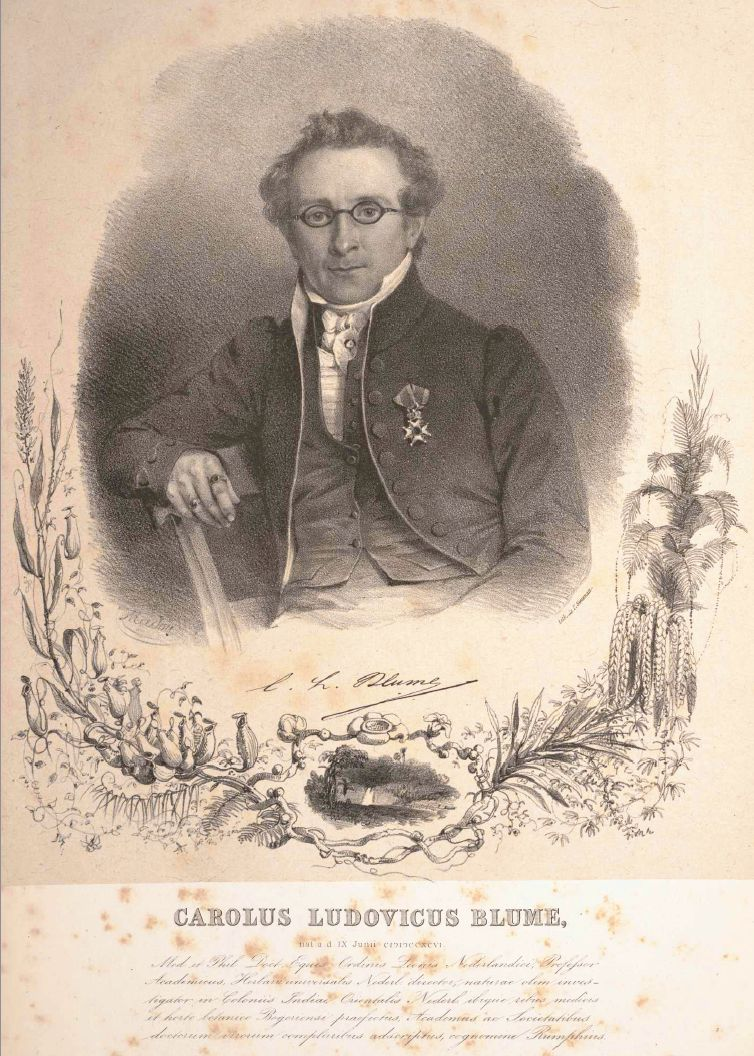
Carl Ludwig von Blume (1796-1862)

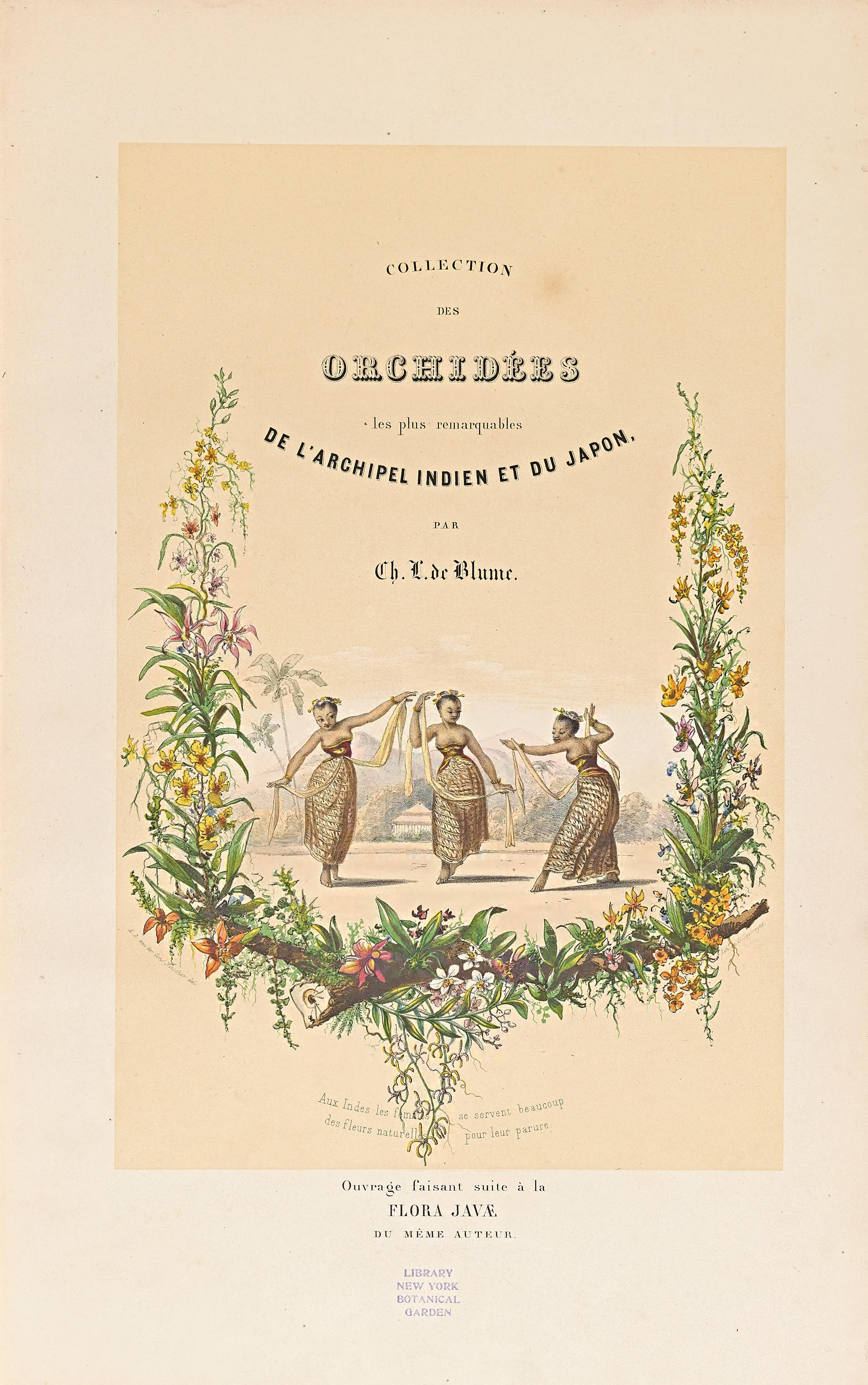
Collection des Orchidées les plus remarquables de l'archipel Indien et du Japonの表紙ページ

カール・ルートヴィヒ・リッター・フォン・ブルーム（Carl Ludwig Ritter von Blume 、1796年6月9日 - 1862年2月3日）は、ドイツ生まれでオランダで働いた植物学者である。インドネシアの植物の採集、記載、分類を行ったことで知られる。

## 経歴
ブラウンシュヴァイクで商人の息子に生まれた。ライデン大学で学んだ。植物学者のセバールド・ユスティヌス・ブルグマンス(Sebald Justinus Brugmans)の弟子となり、1818年にインドネシアのバタヴィア（ジャカルタ）に博物学者として派遣された。1827年まで、スンダ列島に住み、植物採集を続けた。1823年から1826年の間はボゴールの植物園の栽培部長代理を務めた。オランダに戻る時には、3,000種の植物標本を持ち帰った。帰国後、ナイトの称号を受けた。
ライデン大学の自然史の教授に任じられ、王立植物標本館（Rijksherbarium）の館長を務めた。
著書には1858年のder Collection des Orchidées les plus remarquables de l'archipel Indien et du Japon（『ランとインドネシアおよび日本の稀少植物』:仮訳）などがある。

## 著書
- Cael Ludwig Blume: "Catalogus van eenige der merkwaardigste zoo in- als uitheemse gewassen, te vinden in 's Lands Plantentuin te Buitenzorg" opgemaakt door C. L. Blume, M.D., Directeur van voorz. tuin. s.l. n.d. [Batavia 1823]. (Catalogue of some native and exotic plants in Buitenzorg)
- Cael Ludwig Blume: Bijdragen tot de flora van Nederlandsch Indië …. 1825-1827 (Contributions to the flora of the Dutch Indies) on Botanicus
- Cael Ludwig Blume: Enumeratio plantarum Javae et insularum adjacentium minus cognitarum vel novarum ex herbariis Reinwardtii, Kuhlii, Hasseltii et Blumii 1827-1828.
- Cael Ludwig Blume & Johannes B. Fischer (? - 1832): Flora Javae nec non insularum adjacentium …. 1828-1851.
- Cael Ludwig Blume: De novis quibusdam plantarum familiis expositio et olim jam expositarum enumeratio. (1833)
- Cael Ludwig Blume: Rumphia, sive commentationes botanicae imprimis de plantis Indiae orientalis …. 1835-1849 (4 volumes with 170 illustrations)
- Cael Ludwig Blume: Museum botanicum Lugduno-Batavum …. 1849-1857 on Botanicus
- Cael Ludwig Blume: Flora Javae et insularum adjacentium nova series (1858-1859)
- Cael Ludwig Blume: Collection des Orchidées les plus remarquables de l'Archipel Indien et du Japon (1858-1859).

 ウィキメディア・コモンズには、カール・ルートヴィヒ・ブルームに関するカテゴリがあります。